# Thétis (BEGM)
Pour les autres navires du même nom, voir Thétis (navire).
Le BEGM Thétis (indicatif visuel A785) est un navire de guerre des mines de classe Lapérouse de la Marine nationale. Il avait été mis sur cale au chantier DCNS de Lorient sous le nom de Néréide. Garches (Hauts-de-Seine) est sa ville marraine depuis 1989.

## Service
Ce bâtiment d'expérimentation de la guerre des mines (BEGM) de la Marine nationale française est basé à l'Arsenal de Brest.

Sa mission principale est l'évaluation des futurs systèmes de détection des mines par l'expérimentation de drones sous-marins.
Ses missions secondaires sont : commandement d'un groupe de chasseurs de mines, mouilleur de mines, support d'un groupe de plongeurs-démineurs, guidage de convoi en zone côtière.
Il a d'abord été affecté à la Force de Guerre des Mines (FGM)

Depuis 2000 il a intégré la Force d'action navale (FAN)  regroupant de nombreux bâtiments de différentes catégories.

## Liste des commandants
2004 : Nicolas Goyec
2005 : Laurent Descat
2006 : Benoît Malevergne
2007 : Daniel Jung
2008 : Victor Morille
2011 : Benoît Bugaut
2013 : Jacques Leroy
2014 : Nicolas Cacciaguerra
2015 : Julien Mollard
2016 : Ludovic Vannoye
2018 : Florent Fauconnier
2019 : Maxime Salvaing de Boissieux
2020 : Jean-Baptiste Rabany
2021 : Jean-Matthieu Pinel
2022 : Daniel Bienfait
2025 : Bruno Huntzinger

## Caractéristiques techniques
Son rayon d'action à 12 nœuds est de 6 000 milles nautiques. 

### Armement
- 2 mitrailleuses de 12,7 mm

### Équipement électronique
- 1 radar Decca plein jour
- 1 sonar de chasse aux mines remorqué TSM 2022 Mk 3 (embarqué sur un engin sous-marin Double Eagle)
- 1 sonar Redermor (pour les futurs bâtiments antimines)